# Larzhanka
Larzhanka  (ucraniano: Ларжанка) es una localidad del Raión de Izmail en el Óblast de Odesa de Ucrania. Según el censo de 2024, tiene una población de 2295 habitantes.